# 효녀심Chung
"효녀심Chung"(The Final Daughter Chung)은 한국에서 제작된 김정욱 감독의 2004년 영화이다. 김영애 등이 주연으로 출연하였고 김정욱 등이 제작에 참여하였다.

## 출연

### 주연
- 김영애
- 전영운
- 곽민석
- 서승원

### 조연
- 최현숙

## 기타
- 제작이사: 김성수
- 제작실장: 김완
- 제작부장: 송영애
- 제작부: 이주희
- 촬영부: 김인영
- 조연출: 주닐
- 음향: 위석현
- 음향: 위석현
- 작곡: 이종혁
- 미술: 이연제
- 분장: 우연경
- 의상: 김연수
- 의상: 이수아
- 슬레이트: 홍지현
- 음향기록: 권순지
- 음향부: 배연
- Premiere sync: 김완
- Premiere sync: 유근선
- 해금연주: 이영지
- 트럼펫연주: 라현수